# Championnats d'Europe de tennis de table 1990
Navigation
Édition précédente Édition suivante
Les championnats d'Europe de tennis de table 1990, dix-septième édition des championnats d'Europe de tennis de table, ont lieu du 8 au 16 avril 1990 à Göteborg, en Suède.
Le titre messieurs est remporté par le Suédois Mikael Appelgren et le titre double mixte par le Français Jean-Philippe Gatien associé à Wang Xiaoming (qui avait été naturalisée française en 1987).